# Topoľčianky
Ne doit pas être confondu avec Topoľčany.
Topoľčianky (prononciation slovaque : [ˈtɔpɔʎt͡ʃi̯aŋki], allemand : Kleintopoltschan, hongrois : Kistapolcsány [ˈkiʃtɒpolt͡ʃaːɲ]) est un village de Slovaquie situé dans la région de Nitra.
Le village est connu pour son château, son vin et son haras.

## Géographie
Topoľčianky se situe au pied des monts Tribeč, à quelques kilomètres au nord de Zlaté Moravce. Il est traversé par la route II/511 qui va de Zlaté Moravce à Skýcov et Veľké Uherce au nord.

## Histoire
Première mention écrite du village en 1293.

## Démographie

### Évolution de la population
| Année:               | 1994. | 2004.   | 2014.   | 2024.   |
| -------------------- | ----- | ------- | ------- | ------- |
| Nombre de personnes: | 2935  | 2877    | 2705    | 2608    |
| Différence:          |       | -1,97 % | -5,97 % | -3,58 % |

| Année:               | 2023. | 2024.   |
| -------------------- | ----- | ------- |
| Nombre de personnes: | 2617  | 2608    |
| Différence:          |       | -0,34 % |

## Haras

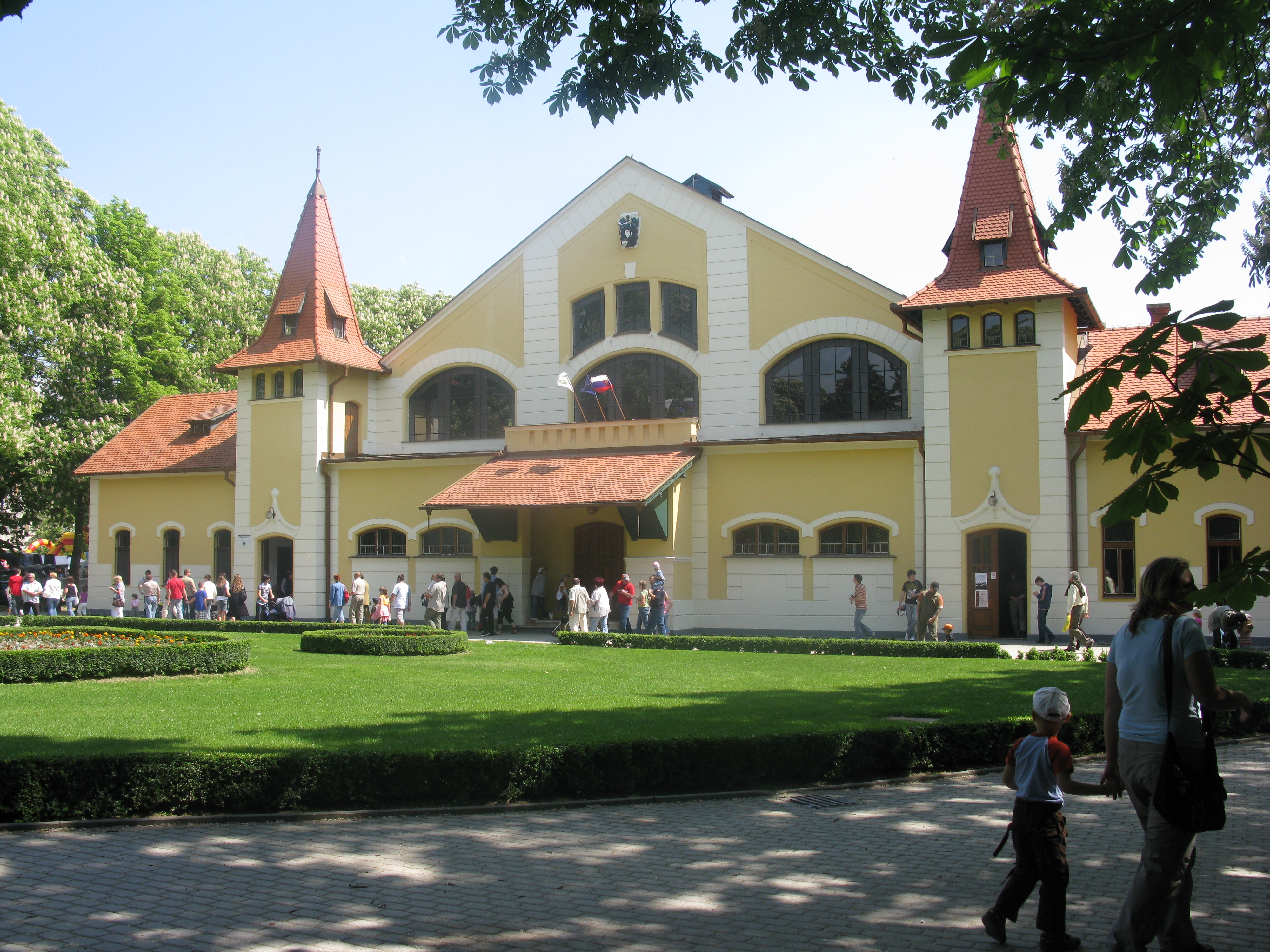
Le haras de Topoľčianky

Le haras de Topoľčianky a été créé après la Première Guerre mondiale pour répondre aux besoins de la nouvelle république tchécoslovaque en chevaux militaires. Il a été construit dans l'enceinte du château et est constitué de trois écuries, une pour les étalons pouvant accueillir jusqu'à soixante individus, une pour les poulains et une jumenterie. Les poulinières sont installées à Žikava, à quelques kilomètres du haras.
On y élève des lipizzans, des pur-sang anglais, des anglos-arabes et des chevaux arabes.
Les lipizzans qui y sont élevés présentent la particularité d'avoir une robe particulièrement foncée, pouvant même parfois être noire, et être de taille élevée, mesurant plus de 1,60 m.